# Yuriy Shevelov
Yuriy Shevelov (17 de diciembre de 1908, Járkov-12 de abril de 2002, Nueva York, Estados Unidos), lingüista, historiador de la literatura ucraniana, crítico de literatura y teatro y publicista, un participante activo de la vida científica y cultural en la emigración. Fue profesor de la Universidad de Harvard y de la Universidad de Colombia. Fue miembro de la Academia Nacional de Ciencias de Ucrania en extranjero (1991). 1949, philosophiæ doctor. Presidente de la Academia Libre de Ciencias de Ucrania (1959-1961, 1981-1986). Fue miembro de la Sociedad Lingüística de América, del Instituto de los artes y ciencia de Polonia en EE. UU. Doctor honoris causa de Universidad de Alberta, Universidad de Lund, Universidad de Járkov y Nacional Universidad de Kiev-Moguyla Academia. 1978-1981, redactor principal de la revista "Сучасність" ("Modernidad"). Es autor de los siguientes estudios lingüísticos: "El bosquejo de la lengua ucraniana moderna" (1951), "Prehistoria de la lengua eslava: fonología histórica de la lengua eslava" (1965), "Fonología histórica de la lengua ucraniana" (1979).